# Rhaphium apicinigrum
Rhaphium apicinigrum är en tvåvingeart som beskrevs av Yang och Saigusa 1999. Rhaphium apicinigrum ingår i släktet Rhaphium och familjen styltflugor.
Artens utbredningsområde är Sichuan (Kina). Inga underarter finns listade i Catalogue of Life.